# ŠK Báhoň
ŠK Báhoň là một câu lạc bộ bóng đá Slovakia đến từ Báhoň. Hiện tại đội bóng thi đấu ở 3. liga (cấp độ 3 trong hệ thống bóng đá Slovakia).

## Màu sắc và huy hiệu
Màu sắc của đội bóng là đen và đỏ.

## Huấn luyện viên đáng chú ý
- Marián Tibenský
- Marián Šarmír
- Miroslav Karhan